# Odbicie REM
Odbicie REM – wydłużenie i zwiększenie częstotliwości i głębokości snu z szybkimi ruchami gałek ocznych (REM), które występuje przy deprywacji snu. Ludziom, którym uniemożliwiono osiągnięcie fazy REM mniej czasu zajmowało osiągnięcie tego stanu. Kiedy osoba nie jest w stanie uzyskać odpowiedniej ilości snu REM, wzrasta presja na jego uzyskanie.
Wczesne eksperymenty połączyły szybkie ruchy gałek ocznych ze śnieniem, ustalono również, że faza ta zajmuje 20% całego ludzkiego snu, skłoniło to naukowców do eksperymentów z deprywacją snu REM by wykazać jego wartościowość. Za każdym razem, gdy elektroencefalogram i ruchy gałek ocznych badanego wskazywały na początek snu REM, eksperymentator budził go na kilka minut. W miarę trwania „deprywacji snu”, tendencja do zainicjowania fazy REM wzrastała, a badani byli budzeni coraz częściej każdej nocy. Badani stali się rozdrażnieni, niespokojni i głodni, a kilku wcześniej zrezygnowało z badania. Po pięciu nocach pozostałym badanym pozwolono spać bez zakłóceń, wykazano u nich znaczny wzrost odsetka snu REM: ze średnio 19,4% do średnio 26,6%. Efekty te były znaczące w porównaniu z grupą kontrolną, która budziła się każdej nocy tyle samo razy, w dowolnym czasie.
Fakt, istnienia odbicia REM, pokazuje, że sen i osiąganie określonych etapów snu są potrzebne mózgowi, u niektórych ssaków morskich, takich jak delfiny i uchatki, tylko w jednej pozbawionej snu REM półkuli dochodzi do odbicia.
Odbicie REM jest powszechne u osób, które przyjmują niektóre środki nasenne, a także często obserwuje się je w ciągu pierwszych kilku nocy po umieszczeniu pacjentów z bezdechem sennym na CPAP.
Alkohol również może wpływać na sen REM, hamując go w pierwszej połowie nocy, co prowadzi do odbicia po czterech do pięciu godzinach po zaśnięciu. Pomimo że alkohol może skrócić czas potrzebny do zaśnięcia, powoduje również zakłócenia w cyklach snu, sen REM ulega skróceniu w pierwszej połowie okresu snu, a pierwsza faza snu ulega wydłużeniu w drugiej połowie okresu snu.
Większość leków przeciwdepresyjnych, w szczególności selektywne inhibitory wychwytu zwrotnego serotoniny (SSRI), takie jak citalopram i paroksetyna, są silnymi inhibitorami snu REM i mogą powodować odbicie REM po odstawieniu.